# Cerkev sv. Simona in Jude Tadeja, Vič
Cerkev sv. Simona in Jude Tadeja je rimskokatoliška podružnična cerkev župnije Ljubljana – Vič, ki stoji na viškem pokopališču. Zgrajena naj bi bila konec 15. stoletja po načrtih arhitekta Petra Bezlaja in je eden od redkih dobro ohranjenih primerov gotske arhitekture v Ljubljani.

## Zgodovina
Cerkev sv. Simona in Jude Tadeja je bila glede na krajevne leksikone in cerkvene listine najverjetneje zgrajena leta 1448, vendar jo nekatere arhitekturne značilnosti uvrščajo tudi v leto 1490. Preden je cerkev leta 1908 pripadla novoustanovljeni župniji sv. Antona Padovanskega, je do leta 1785 spadala pod župnijo Marijinega oznanjenja, še pred tem pa je bila podružnica prafare Sv. Petra.

## Arhitektura
Prvotna cerkvena stavba spada v obdobje pozne gotike, a je skozi zgodovino doživela več preobrazb. Konec 18. stoletja, v času Jožefa II. je cerkev doživela baročno prenovo, barokizirani so bili oltarji in okna v prezbiteriju, poleg tega pa je bil obokan tudi prvotno raven in lesen strop. Ljubljanski potres leta 1895 je povzročil precejšno škodo na cerkvi, zaradi česar sta bila obnovljena cerkveno ostrešje in zvonik, zakristija pa je bila premaknjena na desno stran cerkve. Zunanja fasada cerkve je bila obnovljena leta 1924, istega leta pa je cerkev nadomestila zvonike, ki jih je izgubila med prvo svetovno vojno za potrebe orožja. Prenova se je nadaljevala leta 1933, ko so bili iz cerkve odstranjeni tabernakelj, prižnica in stranska oltarja. V 80. letih je bila cerkev obnovljena pod vodstvom Restavratorskega centra Slovenije, vsa tri okna, tudi osrednje, ki je bilo do takrat zazidano, so dobila svojo gotsko prvotno obliko in nova vitražna stekla. Prav tako so leta 1982 iz cerkve odstranili glavni baročni oltar, ki ga je uničila lesna goba. Nazadnje je bila cerkev obnovljena leta 2008, ko sta bila obnovljeni fasada in streha zvonika.

### Vhod
V cerkev vstopimo skozi značilen gotski vhod s kamnitim škropilnikom. V bližini vhoda je tudi kamnit zbiralnik poklonov, ki je najverjetneje nastal v 18. stoletju in ima danes zgolj dekorativno vlogo.

### Cerkvena ladja
Ladijski strop je baročno obokan. Slavoločno steno, ki ločuje ladjo in prezbiterij, krasijo štiri kipi angelov. Ob straneh cerkvene ladje sta pravokotni barvni vitražni okni, na levem je motiv Križanega, na desnem pa simbol vstajenja, Jagnje. Na stenah cerkvene ladje so razporejene slike na platnu, ki prikazujejo križev pot. Avtor in čas nastanka poslikav nista znana.

### Prezbiterij
Prezbiterij je okrašen z zvezdasto rebrastim obokom. Medprostori zvezdastega svoda so ornamentalno poslikani z viticami, sklepniki pa z različnimi simboli, med katerimi sta tudi simbola Marije z Jezusom ter Simona in Juda. Na podlagi mojstrskega znaka na enem izmed sklepnikov je bilo mogoče identificirati cerkvenega arhitekta, Petra Bezlaja. Na stenah prezbiterija so nameščeni štiri kipi svetnikov, ki predstavljajo sv. Jurija, sv. Štefana in sv. Florijana. Četrti kip ni identificiran, najverjetneje pa upodablja sv. Mateja. Prezbiterij osvetljujejo tri barvna vitražna okna v prvotni gotski obliki z upodobitvami sv. Juda Tadeja, Marije in sv. Simona. Okna ločujejo posvetilni križi. Zunanja fasada prezbiterija ima šivane robove in obrobljena okna.